# NV-центр
NV-центр (англ. nitrogen-vacancy center) или азото-замещённая вакансия в алмазе — это один из многочисленных точечных дефектов алмаза: нарушение строения кристаллической решётки алмаза, возникающее при удалении атома углерода из узла решётки и связывании образовавшейся вакансии с атомом азота.
Уникальность дефекта заключается в том, что его свойства практически аналогичны свойствам атома, будь тот «заморожен» в кристаллической решётке алмаза: электронные спины индивидуального центра легко манипулируются: светом; магнитным, электрическим и микроволновыми полями; — что позволяет записывать квантовую информацию (кубиты) на спине ядра центра. Такая манипуляция возможна даже при комнатной температуре; центр имеет продолжительное (достигающее нескольких миллисекунд) время хранения наведённой спиновой поляризации. В настоящее время NV-центр может рассматриваться как базовый логический элемент будущего квантового процессора, необходимого для создания квантового компьютера, линий связи с квантовым протоколом безопасности и других применений спинтроники.

## Структура центра

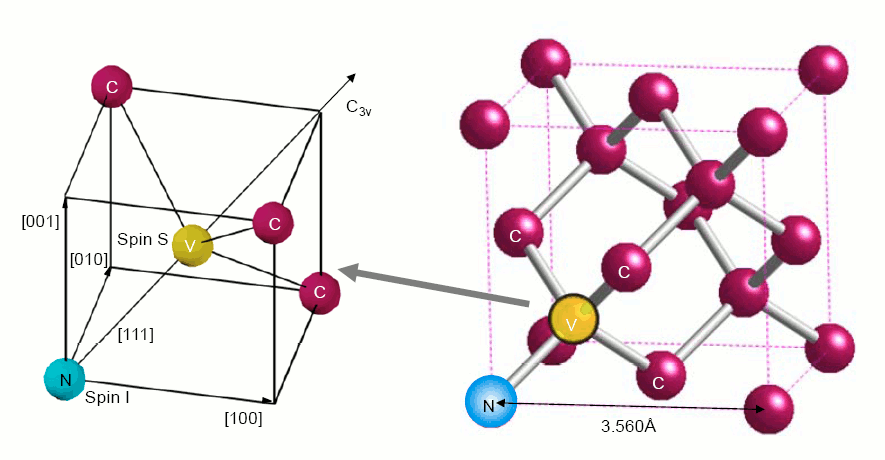
Упрощённая структура N-V^{−} центра

NV-центр является дефектом кристаллической решётки алмаза. Этот дефект включает в себя вакансию решётки со связанным с ней атомом азота. Размер решётки составляет 3,56 ангстрема; ось симметрии проходит по линии, соединяющей вакансию и атом азота (изображена на иллюстрации как линия [111]).

### Методы исследования
Из спектроскопических исследований известно, что этот дефект может иметь заряд: отрицательный (N-V−) или нейтральный (N-V0). В исследованиях использовались различные методы: оптическое поглощение, фотолюминесценция (ФЛ), электронный парамагнитный резонанс (ЭПР) и оптически-детектируемый магнитный резонанс (ОДМР), который можно считать гибридом ФЛ и ЭПР; ЭПР даёт наиболее подробную картину взаимодействия. Атом азота имеет пять валентных электронов: три из них — ковалентно связаны с близлежащими атомами углерода; два — с вакансией. Дополнительный электрон — центр захватывает со «стороны» (видимо, от другого атома азота); иногда центр теряет этот электрон, превращаясь в нейтральный.
У негативно заряженного центра (N-V−) — электрон находится рядом с вакансией, образуя спиновую пару S=1 с одним из её валентных электронов. Как и в N-V0 — электроны вакансии обмениваются ролями, сохраняя полную тригональную симметрию. Состояние N-V− обычно и называют NV-центром. Электрон находится большую часть времени (90%) вблизи вакансии NV-центра.
NV-центры, как правило, случайно разбросаны в теле алмаза — но ионная имплантация позволяет создавать центры в определённо заданном месте.

## Энергетическая структура уровней NV-центра

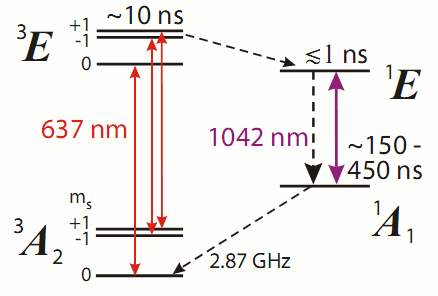
Схема уровней N-V^{−} центра.
Электронные переходы между основными ³А и возбуждёнными ³Е состояниями, разделёнными 1,945 эВ (637 нм) и определяющими спектр поглощения и люминесценции. Состояние ³А расщеплено на 1027 гаусс (~5,6 µэВ), а состояние ³E — на 508 гаусс (~2,9 µэВ). Числа: 0, −1, +1 близ горизонталей — обозначают величину спина. Расщепление из-за спин-орбитального вырождения не показано

Энергетическая структура N-V− центров изучалась теоретически и экспериментально. В экспериментах в основном применялся комбинированный способ возбуждения: метод электронного параметрического резонанса и лазерное излучение.

### Гамильтониан
Спиновый Гамильтониан центра, у которого в вакансии находится изотоп азота {\displaystyle N^{14}}, — имеет вид:
{\displaystyle H=D{\hat {S}}_{z}^{2}+g\beta {\hat {S}}_{z}B+A{\hat {I}}{\hat {S}}+g_{n}\beta _{n}{\hat {I}}_{z}B+Q{\hat {I}}_{z}^{2}}
…комментарий к которому приведён в таблице 1.
| D и A                               | тензоры тонкого и сверхтонкого расщепления      |
| Q                                   | тензор квадрупольного ядерного расщепления      |
| {\displaystyle g,g_{n}}             | электронный и ядерный факторы {\displaystyle g} |
| {\displaystyle \beta ,\beta _{e,n}} | магнетон Бора и ядерный магнетон                |

|                       | D, MHz | A, MHz | Q, MHz |
| {\displaystyle ^{3}A} | 2870   | −2.166 | 4.945  |
| {\displaystyle ^{3}E} | 1420   | 40     |        |

Схема уровней представлена на рисунке. Чтобы определить собственные состояния центра, его рассматривают как молекулу; в расчётах применяется метод линейной комбинации атомных орбиталей и используется теория групп, учитывающая симметрии: как алмазной кристаллической структуры, так и самого NV. Энергетические уровни помечены в соответствии с симметрией группы {\displaystyle C_{3V}}, то есть: {\displaystyle A_{1}}, {\displaystyle A_{2}} и {\displaystyle E}.
Числа «3» в ³A и «1» в 1A представляют число спиновых состояний, разрешённых для ms: спиновую мультиплетность, лежащую от −S до S при полном числе 2S+1 возможных состояний (если S=1 — ms может принимать значения: −1, 0, 1). Уровень 1A предсказан теорией и играет важную роль в подавлении фотолюминесценции, но прямого экспериментального наблюдения этого состояния пока не было.

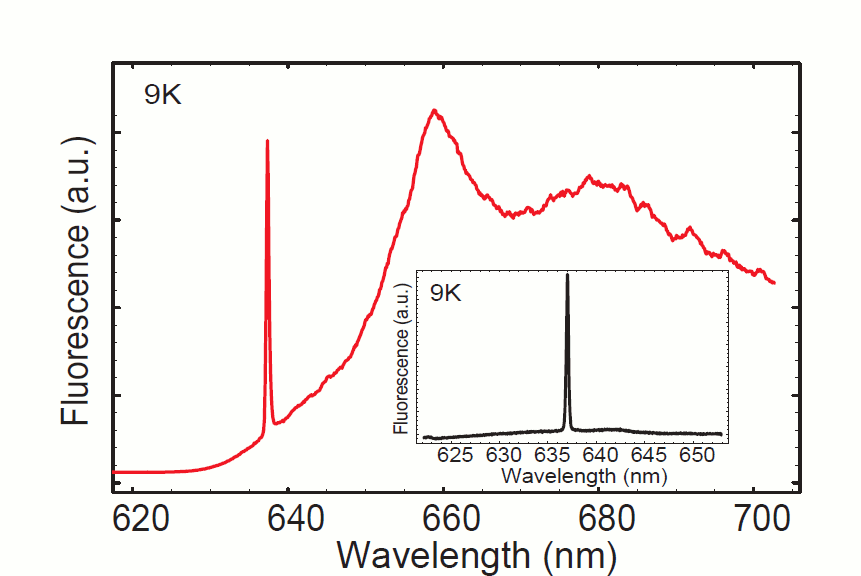
Спектр флуоресценции N-V^{−} центра при температуре 9 К^{o}. Узкий пик является т. н. люминесценцией нулевой фононной линии (анг. zero phonon line). В этом пике содержится около 4 % всей люминесценции

В отсутствие внешнего магнитного поля электронные состояния (основное и возбуждённое) расщеплены магнитным взаимодействием между двумя неспаренными электронами N-V− центра: при параллельных спинах электронов (ms=±1) их энергия больше, чем в случае с антипараллельными спинами (ms=0).
Чем дальше отделены электроны — тем слабее взаимодействие D (приблизительно, D ~ 1/r³). Иными словами, меньшее расщепление возбуждённого состояния означает большую удалённость друг от друга электронов. Когда N-V− находится во внешнем магнитном поле, оно не влияет ни на ms=0 состояния, ни на 1A состояние (из-за того, что S=0), но расщепляет ms=±1 уровни; если же магнитное поле сориентировано вдоль оси дефекта и его величина достигает 1027 гаусс (или 508 гаусс), то уровни ms=−1 и ms=0 в основном (или возбуждённом) состоянии имеют одинаковую энергию. При этом они сильно взаимодействуют через т. н. спиновую поляризацию, что очень сильно влияет на интенсивности: оптического поглощения и люминесценции этих уровней.
Для того чтобы это понять, необходимо иметь в виду, что переходы между электронными состояниями происходят с сохранением полного спина. По этой причине, переходы ³E↔1E и 1A↔³A — безызлучательные и тушат люминесценцию, тогда как переход ms = −1 ↔ 0 запрещён в отсутствие поля и становится разрешённым, когда магнитное поле перемешивает ms=−1 и ms=0 уровни основного состояния. Результатом является то, что интенсивность люминесценции можно сильно модулировать магнитным полем.
Возбуждённое состояние ³E дополнительно расщеплено благодаря орбитальному вырождению и спин-орбитальному взаимодействию. Это расщепление может быть промодулировано внешним статическим полем: как электрическим, так и магнитным.
Расстояние между уровнями {\displaystyle m_{s}=0} и {\displaystyle m_{s}=\pm 1} приходится на микроволновый диапазон (~2,88 ГГц). Облучая центр микроволновым полем, можно изменять населённость подуровней основного состояния и тем самым модулировать интенсивность люминесценции. Эта техника называется методом электронного парамагнитного резонанса.

### Сила осциллятора перехода(3A⇔3E){\displaystyle (^{3}A\Leftrightarrow ^{3}E)}
Переход из основного триплетного состояния A³ в возбуждённое триплетное состояние Е³ имеет большую силу осциллятора: 0,12 (для сравнения: D1 линия Rb87 имеет 0,6956), что позволяет легко детектировать этот переход оптическими методами. Хотя тонкая структура возбуждённого состояния сильно зависит от окружения центра, известно, что переход из возбуждённого ms=0 (³E) в основное ms=0 (³A) состояние сохраняет спин состояния — тогда как переход из состояний ms=±1 (³E) в ms=0 (³A) происходит безызлучательным способом. Этот переход осуществляется в два этапа: через синглетное состояние 1A.
Существует также дополнительное расщепление состояний ms=±1, являющееся результатом сверхтонкого взаимодействия между ядерным и электронным спинами. В итоге спектр поглощения и люминесценции N-V− центра состоит приблизительно из дюжины узких линий разделённых на несколько МГц—ГГц. Интенсивность и положение этих линий могут быть промодулированы следующими способами:

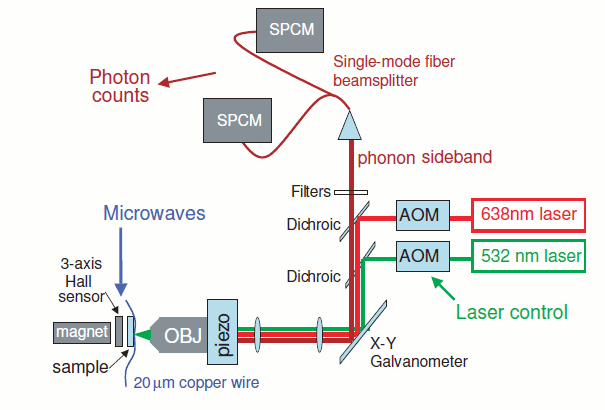
Установка для исследования свойств NV-центров. Основа установки — конфокальный микроскоп (состоящий из высокоапертурного иммерсионного объектива OBJ (NA=1.45), линз, одномодового оптического волокна и дихроичных зеркал). SPCM — счётчик одиночных фотонов; гальванометр — сканирует пучок света от зелёного лазера по поверхности образца

- Амплитуда и направление магнитного поля, которое расщепляет состояния ms = ±1 в основном и в возбуждённых термах;
- Амплитуда и направление напряжений: механического (простое сжатие алмаза) или электрического;[16][17]
- Непрерывное микроволновое излучение;[17]
- Лазерное излучение, возбуждающее селективно тот или иной уровень основного состояния:[17][18] импульсное микроволновое излучение возбуждает в центрах динамические эффекты (Раби-перевёртывание, Раби-осцилляции).[19][20][21][22][23]

Микроволновый импульс когерентно возбуждает электронные спины центра; за состоянием электронных спинов следят по флуоресценции оптических переходов. Динамические эффекты весьма важны при создании квантовых компьютеров.

## Тонкий оптический спектр

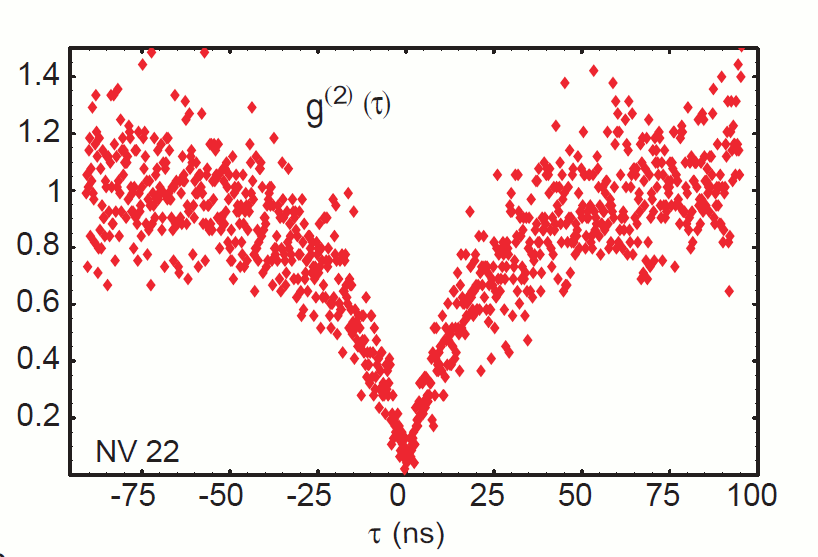
Корреляционная функция интенсивности излучения NV-центра. Измерение было сделано по методу Хэнбери Браун-Твисс (Hanbury Brown and Twiss). Из кривой можно сделать вывод, что одиночный NV-центр является источником одиночных фотонов (antibunching, <1 при)

Тонкий оптический спектр NV-центра определяется несколькими факторами:
- Механическим напряжением внутри кристалла;
- Присутствием атомов в окружении NV-центра:
  - Изотоп азота 14N;
  - Изотоп углерода 13C; 
— имеющих ядерный спин равный 1 и ½, соответственно. Спин-спиновое взаимодействие ядра и электронов приводит к дополнительному усложнению спектра центра.

Изотопы 15N и 12C имеют ядерный спин, равный ½ и 0, соответственно.

### Ширина спектра флуоресценции нулевой фононной линии
Ширина спектра флуоресценции нулевой фононной линии {\displaystyle \gamma (T)} при температурах T < 10 K постоянна и равна 13 МГц. С повышением температуры — ширина растёт по закону: {\displaystyle {\gamma (T)=2\pi \times ~16.2MHz+c_{2}rT^{5}}},
где {\displaystyle {c_{2}=(9.2\pm 0.5)\times 10^{-7}K^{-5}}}, и {\displaystyle {r=(12.5ns)^{-1}}}. Такую зависимость объясняют перемешиванием спиновых состояний в возбуждённом состоянии {\displaystyle {^{3}}E}.

## Изготовление
Даже высокочистый природный и синтетический (IIa-типа) алмаз содержит небольшую концентрацию NV-центров (высокочистый синтетический алмаз изготавливают с помощью химического осаждения из паровой фазы (CVD)). Если же концентрация центров недостаточна, то образцы облучают и отжигают. Облучение ведут высокоэнергетическими частицами (10—80 кэВ); это может быть поток: электронов, протонов, нейтронов и гамма-частиц. NV−-центры создаются на глубине до 60 мкм. Интересно, что NV0 в основном залегают до 0,2-мкм глубин. Созданные вакансии при комнатной температуре малоподвижны, однако при повышении температуры (выше 800С) их подвижность значительно вырастает. Атом азота, внедрённый в решётку, захватывает одну из вакансий и создаёт с другой соседней вакансией NV−.
Алмаз известен тем, что его решётка имеет внутренние напряжения, которые расщепляют, смещают и уширяют уровни NV-центра. Для регистрации узких линий (~10 MHz) на переходе {\displaystyle ^{3}A\Leftrightarrow ^{3}E} нужно принимать особые меры к качеству кристалла. Для этого используют высокочистый природный алмаз или синтетически изготовленный (IIa-типа).
Для исследования центров обычно применяют конфокальный сканирующий микроскоп, имеющий субмикронное разрешение (~250 нм).